# ژواگوین
ژواگوین (به لاتین: Zhowagoin) یک منطقهٔ مسکونی در جمهوری خلق چین است که در منطقه خودمختار تبت واقع شده‌است. ژواگوین
- نفر جمعیت دارد.